# 尤鲁都斯巴格镇
尤鲁都斯巴格镇，是中华人民共和国新疆维吾尔自治区阿克苏地区新和县下辖的一个乡镇级行政单位。

## 行政区划
尤鲁都斯巴格镇下辖以下地区：
塔格艾日克村、阿恰勒村、托帕协海尔村、铁热克博斯坦村、乔拉克吐尔村、先拜巴扎村、其兰村、苏帕墩村、阿克吾斯塘村、硝依鲁克村、托帕克艾日克村、琼科瑞克村、巴扎村、古勒巴格村、吐尔艾日克村、伯克勒克艾日克村和玉吉买艾日克村。